# Bislett Games 2017
Navigation
Édition précédente Édition suivante
Le  meeting des Bislett Games 2017 se déroule le 15 juin 2017 au Bislett stadion d'Oslo, en Norvège. Il constitue la cinquième étape de la Ligue de diamant 2017.

## Résultats

### Hommes
| Rang | Athlète           | Temps         | Points |
| ---- | ----------------- | ------------- | ------ |
| 1    | Andre De Grasse   | 10 s 01 (SB)  | 8      |
| 2    | Chijindu Ujah     | 10 s 02 (=SB) | 7      |
| 3    | Ben Youssef Méité | 10 s 03 (SB)  | 6      |
| 4    | Adam Gemili       | 10 s 13       | 5      |
| 5    | Aaron Brown       | 10 s 15 (SB)  | 4      |
| 6    | Churandy Martina  | 10 s 19 (SB)  | 3      |
| 7    | Reece Prescod     | 10 s 20       | 2      |
| 8    | Jimmy Vicaut      | 10 s 68       | 1      |

| Rang | Athlète              | Temps        | Points |
| ---- | -------------------- | ------------ | ------ |
| 1    | Baboloki Thebe       | 44 s 95      | 8      |
| 2    | Matthew Hudson-Smith | 45 s 16 (SB) | 7      |
| 3    | Pavel Maslák         | 45 s 52      | 6      |
| 4    | Kévin Borlée         | 45 s 53      | 5      |
| 5    | Rafał Omelko         | 45 s 83      | 4      |
| 6    | Pieter Conradie      | 46 s 16      | 3      |
| 7    | Jonathan Borlée      | 46 s 18      | 2      |
| 8    | Mauritz Kåshagen     | 47 s 16 (SB) | 1      |

| Rang | Athlète            | Temps              | Points |
| ---- | ------------------ | ------------------ | ------ |
| 1    | Jake Wightman      | 3 min 34 s 17 (PB) | 8      |
| 2    | Elijah Manangoi    | 3 min 34 s 30      | 7      |
| 3    | Marcin Lewandowski | 3 min 34 s 60 (PB) | 6      |
| 4    | Filip Ingebrigtsen | 3 min 36 s 74 (SB) | 5      |
| 5    | David Torrence     | 3 min 37 s 19 (SB) | 4      |
| 6    | Charlie Grice      | 3 min 37 s 78      | 3      |
| 7    | Silas Kiplagat     | 3 min 37 s 81      | 2      |
| 8    | Jakub Holuša       | 3 min 38 s 19 (SB) | 1      |

| Rang | Athlète            | Temps        | Points |
| ---- | ------------------ | ------------ | ------ |
| 1    | Karsten Warholm    | 48 s 25 (NR) | 8      |
| 2    | Yasmani Copello    | 48 s 44 (SB) | 7      |
| 3    | Thomas Barr        | 48 s 95 (SB) | 6      |
| 4    | Mamadou Kassé Hann | 48 s 97      | 5      |
| 5    | Rasmus Mägi        | 49 s 10 (SB) | 4      |
| 6    | Kariem Hussein     | 49 s 37      | 3      |
| 7    | L. J. van Zyl      | 49 s 89      | 2      |
| 8    | Kerron Clement     | 50 s 52      | 1      |

| Rang | Athlète            | Temps          | Points |
| ---- | ------------------ | -------------- | ------ |
| 1    | Mutaz Essa Barshim | 2,38 m (WL,MR) | 8      |
| 2    | Bohdan Bondarenko  | 2,29 m (SB)    | 7      |
| 3    | Derek Drouin       | 2,25 m         | 6      |
| 3    | Pavel Seliverstau  | 2,25 m         | 6      |
| 5    | Michael Mason      | 2,25 m         | 4      |
| 6    | Donald Thomas      | 2,25 m         | 3      |
| 7    | Robbie Grabarz     | 2,25 m         | 2      |
| 8    | Zhang Guowei       | 2,20 m         | 1      |

| Rang | Athlète               | Marque       | Points |
| ---- | --------------------- | ------------ | ------ |
| 1    | Daniel Ståhl          | 68,06 m      | 8      |
| 2    | Fedrick Dacres        | 67,10 m      | 7      |
| 3    | Philip Milanov        | 66,39 m (SB) | 6      |
| 4    | Andrius Gudzius       | 65,90 m      | 5      |
| 5    | Robert Harting        | 65,11 m (SB) | 4      |
| 6    | Christoph Harting     | 64,13 m (SB) | 3      |
| 7    | Piotr Malachowski     | 63,70 m      | 2      |
| 8    | Sven Martin Skagestad | 63,21 m (SB) | 1      |

### Femmes
| Rang | Athlète            | Temps         | Points |
| ---- | ------------------ | ------------- | ------ |
| 1    | Dafne Schippers    | 22 s 31       | 8      |
| 2    | Murielle Ahouré    | 22 s 74 (SB)  | 7      |
| 3    | Simone Facey       | 22 s 77 (SB)  | 6      |
| 4    | Gina Lückenkemper  | 23 s 04 (=SB) | 5      |
| 5    | Bianca Williams    | 23 s 38       | 4      |
| 6    | Ella Nelson        | 23 s 42       | 3      |
| 7    | Nadine Gonska      | 23 s 48 (SB)  | 2      |
|      | Ivet Lalova-Collio | DQ            |        |

| Rang | Athlète             | Temps              | Points |
| ---- | ------------------- | ------------------ | ------ |
| 1    | Caster Semenya      | 1 min 57 s 59      | 8      |
| 2    | Francine Niyonsaba  | 1 min 58 s 18 (SB) | 7      |
| 3    | Margaret Wambui     | 1 min 59 s 17      | 6      |
| 4    | Lovisa Lindh        | 1 min 59 s 23 (PB) | 5      |
| 5    | Melissa Bishop      | 1 min 59 s 89      | 4      |
| 6    | Aníta Hinriksdóttir | 2 min 0 s 05 (NR)  | 3      |
| 7    | Rose Mary Almanza   | 2 min 0 s 34       | 2      |
| 8    | Lynsey Sharp        | 2 min 0 s 41 (SB)  | 1      |

| Rang | Athlète               | Temps              | Points |
| ---- | --------------------- | ------------------ | ------ |
| 1    | Norah Jeruto          | 9 min 17 s 27      | 8      |
| 2    | Sofia Assefa          | 9 min 17 s 34      | 7      |
| 3    | Fabienne Schlumpf     | 9 min 21 s 65 (NR) | 6      |
| 4    | Purity Kirui          | 9 min 25 s 82      | 5      |
| 5    | Luiza Gega            | 9 min 26 s 05 (NR) | 4      |
| 6    | Daisy Jepkemei        | 9 min 28 s 88      | 3      |
| 7    | Joan Chepkemoi        | 9 min 31 s 84 (PB) | 2      |
| 8    | Tigest Getent Mekonen | 9 min 33 s 10      | 1      |

| Rang | Athlète           | Temps        | Points |
| ---- | ----------------- | ------------ | ------ |
| 1    | Pamela Dutkiewicz | 12 s 73      | 8      |
| 2    | Kristi Castlin    | 12 s 75 (SB) | 7      |
| 3    | Isabelle Pedersen | 12 s 75 (PB) | 6      |
| 4    | Alina Talay       | 12 s 90 (SB) | 5      |
| 5    | Tiffany Porter    | 12 s 93      | 4      |
| 6    | Anne Zagré        | 12 s 98      | 3      |
| 7    | Nadine Hildebrand | 13 s 01      | 2      |
| 8    | Raven Clay        | 13 s 07      | 1      |

| Rang | Athlète            | Marque       | Points |
| ---- | ------------------ | ------------ | ------ |
| 1    | Yarisley Silva     | 4,81 m (SB)  | 8      |
| 2    | Anzhelika Sidorova | 4,75 m (SB)  | 7      |
| 3    | Lisa Ryzih         | 4,65 m (=SB) | 6      |
| 4    | Angelica Bengtsson | 4,55 m (SB)  | 5      |
| 5    | Alysha Newman      | 4,55 m       | 4      |
| 6    | Mary Saxer         | 4,40 m       | 3      |
|      | Nicole Büchler     | NM           |        |
|      | Eliza McCartney    | NM           |        |

| Rang | Athlète           | Marque      | Points |
| ---- | ----------------- | ----------- | ------ |
| 1    | Tianna Bartoletta | 6,79 m      | 8      |
| 2    | Darya Klishina    | 6,75 m (SB) | 7      |
| 3    | Claudia Rath      | 6,63 m      | 6      |
| 4    | Shara Proctor     | 6,53 m      | 5      |
| 5    | Melanie Bauschke  | 6,52 m      | 4      |
| 6    | Lorraine Ugen     | 6,50 m      | 3      |
| 7    | Blessing Okagbare | 6,48 m      | 2      |
| 8    | Nadia Assa        | 6,38 m      | 1      |

| \| Rang \| Athlète \| Marque \| Points \| \| ---- \| -------------------- \| ------------ \| ------ \| \| 1 \| Sandra Perkovic \| 66,79 m \| 8 \| \| 2 \| Yaime Pérez \| 66,24 m (SB) \| 7 \| \| 3 \| Denia Caballero \| 63,29 m \| 6 \| \| 4 \| Nadine Müller \| 62,90 m \| 5 \| \| 5 \| Mélina Robert-Michon \| 59,88 m \| 4 \| \| 6 \| Julia Harting \| 59,02 m \| 3 \| |                      |              |        |
| Rang | Athlète              | Marque       | Points |
| 1 | Sandra Perkovic      | 66,79 m      | 8      |
| 2 | Yaime Pérez          | 66,24 m (SB) | 7      |
| 3 | Denia Caballero      | 63,29 m      | 6      |
| 4 | Nadine Müller        | 62,90 m      | 5      |
| 5 | Mélina Robert-Michon | 59,88 m      | 4      |
| 6 | Julia Harting        | 59,02 m      | 3      |

## Légende
Records et Performances
- AR : Record continental (area record)
- CR : Record des championnats (championship record)
- MR : Record du meeting (meet record)
- NR : Record national (national record)
- OR : Record olympique (olympic record)
- PR : Record paralympique (paralympic record)
- PB : Record personnel (personal best)
- SB : Meilleure performance personnelle de la saison (season's best)
- WL : Meilleure performance mondiale de l'année (world leader)
- WJR : Record du monde junior (world junior record)
- WR : Record du monde (world record)

Circonstances et Conditions
- DNF : N'a pas terminé (did not finish)
- DNS : N'a pas pris le départ (did not start)
- DQ : Disqualification (disqualification)
- NM : Aucun essai valable enregistré (No Mark)
- Q : Qualifié « directement » au prochain tour (ou à la prochaine compétition), lors d'une compétition majeure, grâce au classement ou à la réalisation des minima (automatic qualifier)
- q : Qualifié au prochain tour (ou à la prochaine compétition), lors d'une compétition majeure, grâce au repêchage ou à la réalisation de l'une des meilleures performances parmi celles des « non qualifiés directement » (grâce au meilleur temps ou à la meilleure distance par exemple) (secondary qualifier)